# Editura Idea
Editura Idea este o editură cu sediul în Cluj.

## Prezentare
A fost înființată în anul 2001. Sunt publicate lucrări de specialiate în cadrul celor două colecții: „Balcon” și „Panopticon”.

Colecția „Balcon” reprezintă o încercare de a aduce în peisajul reflexiv românesc texte de teoria și filosofia artei contemporane.
Colecția „Panopticon” dorește să prezinte publicului românesc o serie de texte de critică socială și filosofie contemporană.